# Pickerington, Ohio
Pickerington là một thành phố thuộc quận Fairfield, tiểu bang Ohio, Hoa Kỳ. Năm 2010, dân số của thành phố này là 18291 người.

## Dân số
- Dân số năm 2000: 9792 người.
- Dân số năm 2010: 18291 người.